# Sinowilsonia henryi
Sinowilsonia henryi är en trollhasselart som beskrevs av William Botting Hemsley. Sinowilsonia henryi ingår i släktet Sinowilsonia och familjen trollhasselfamiljen. Utöver nominatformen finns också underarten S. h. glabrescens.

## Bildgalleri

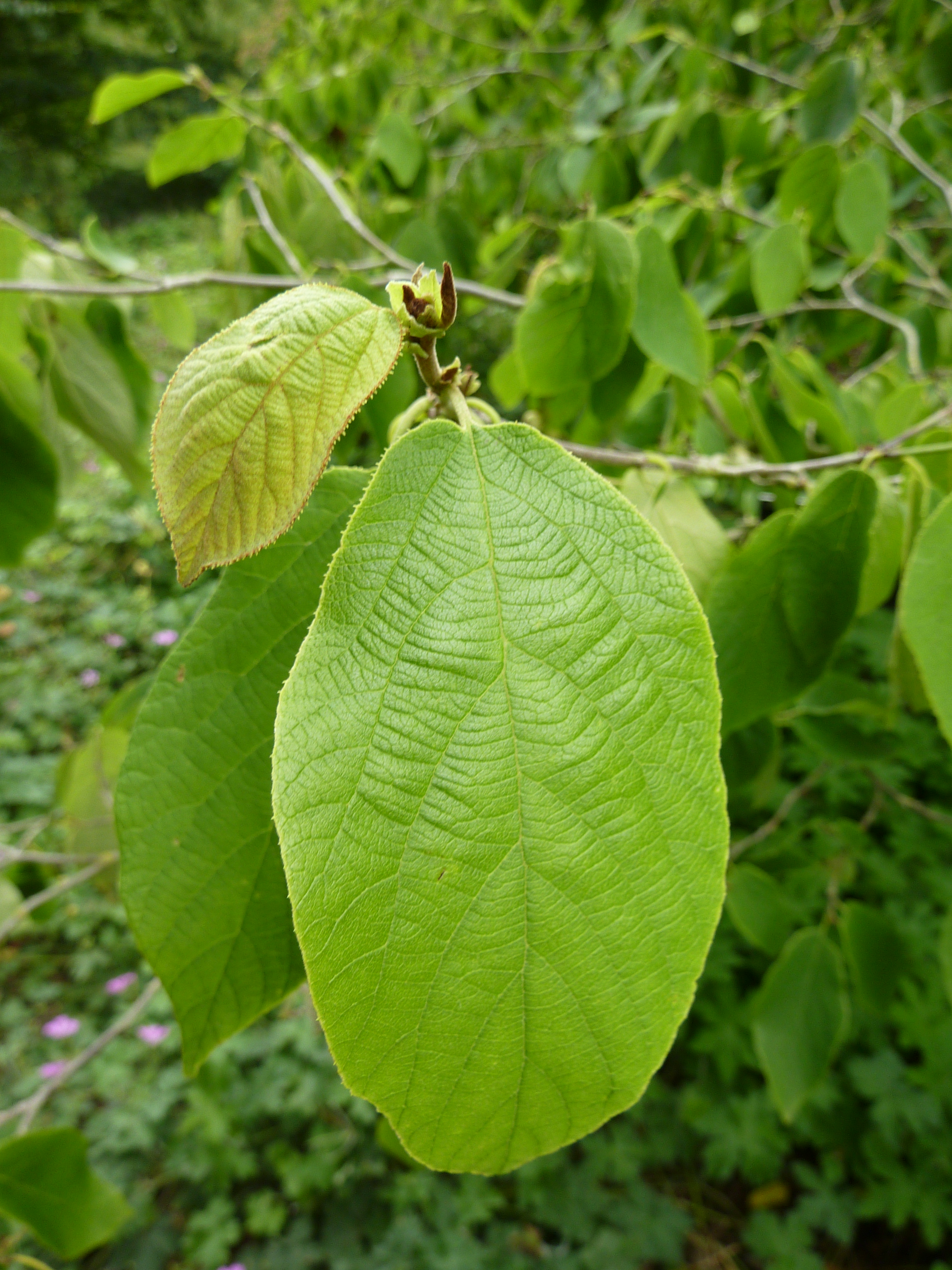
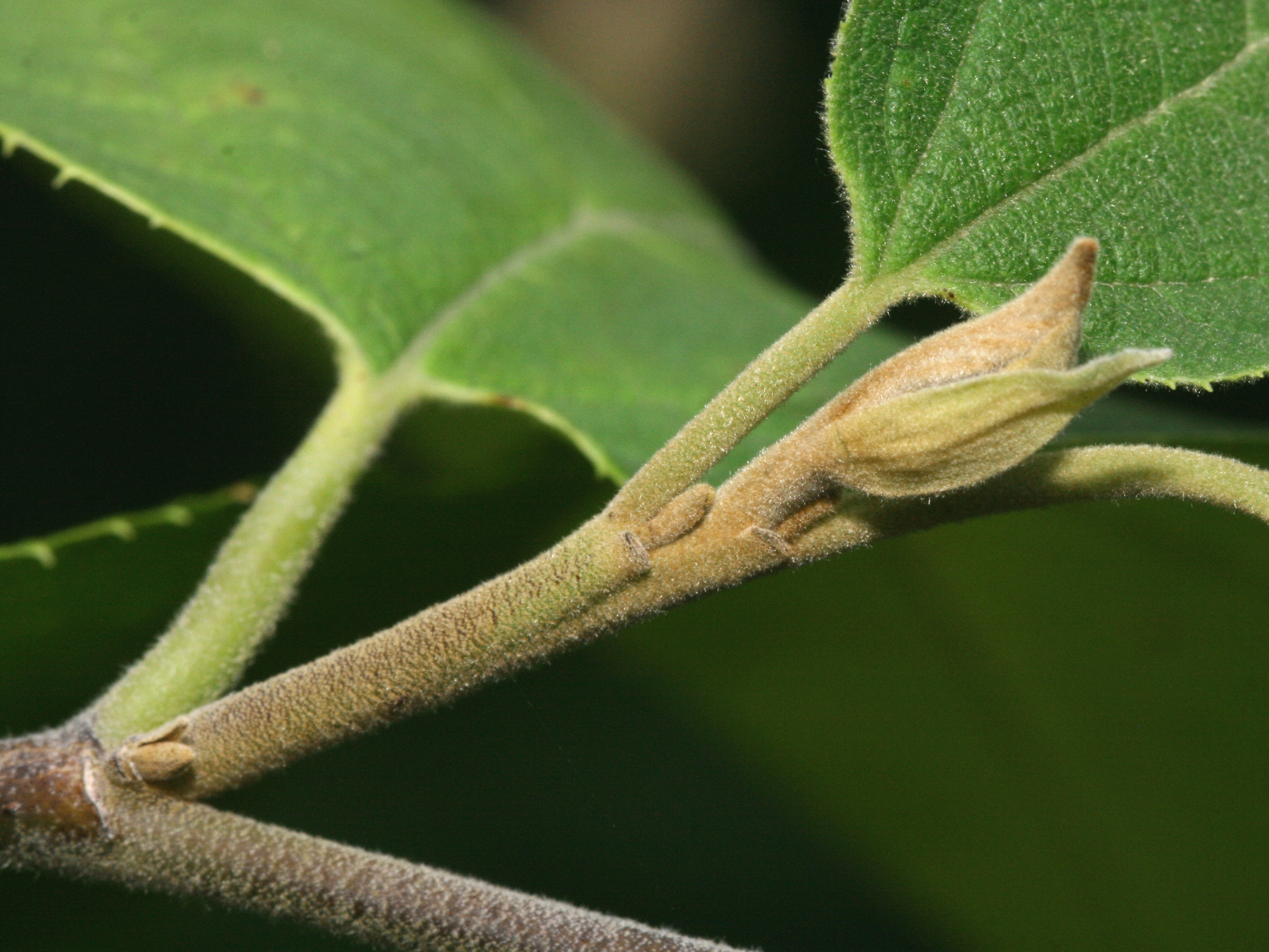
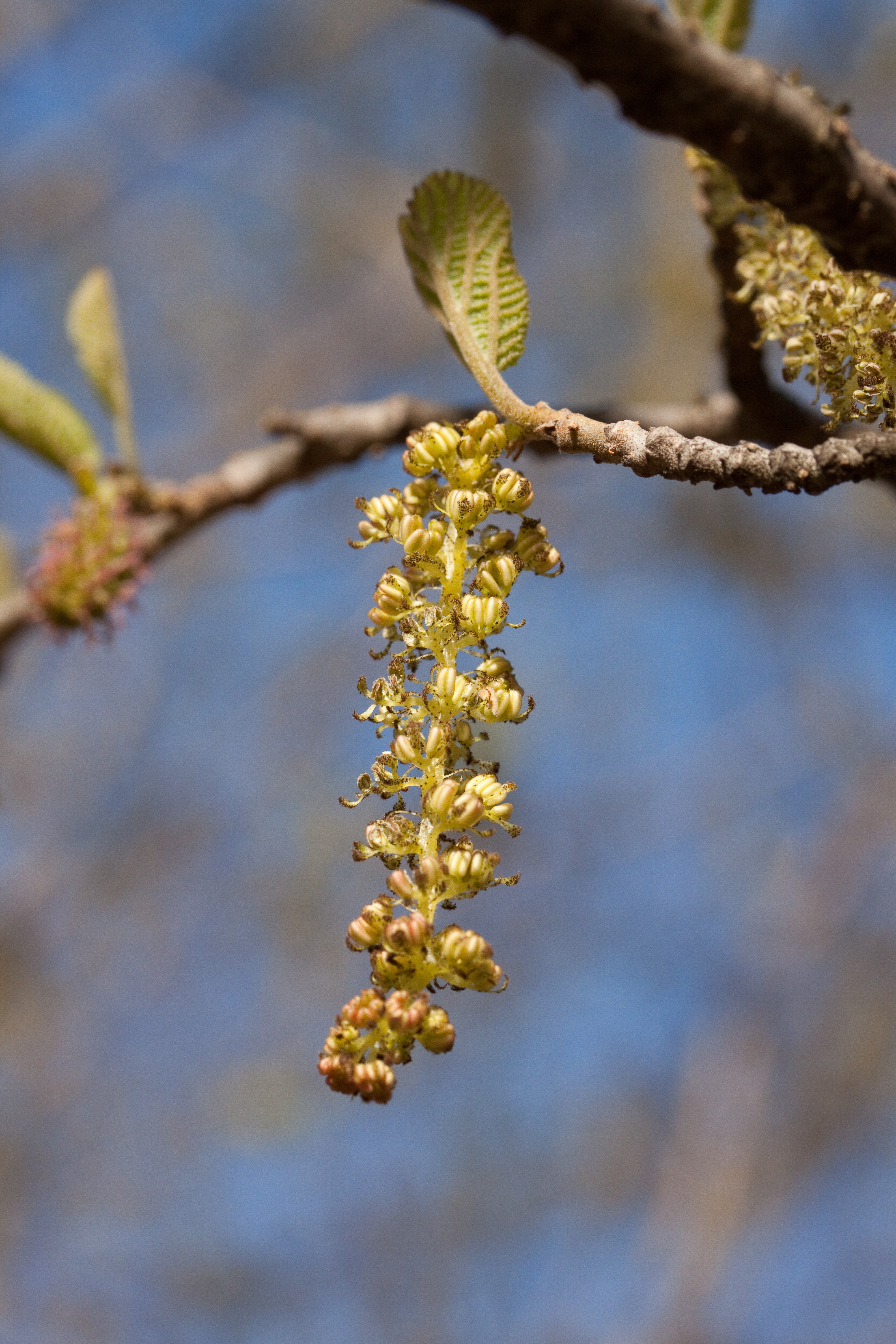
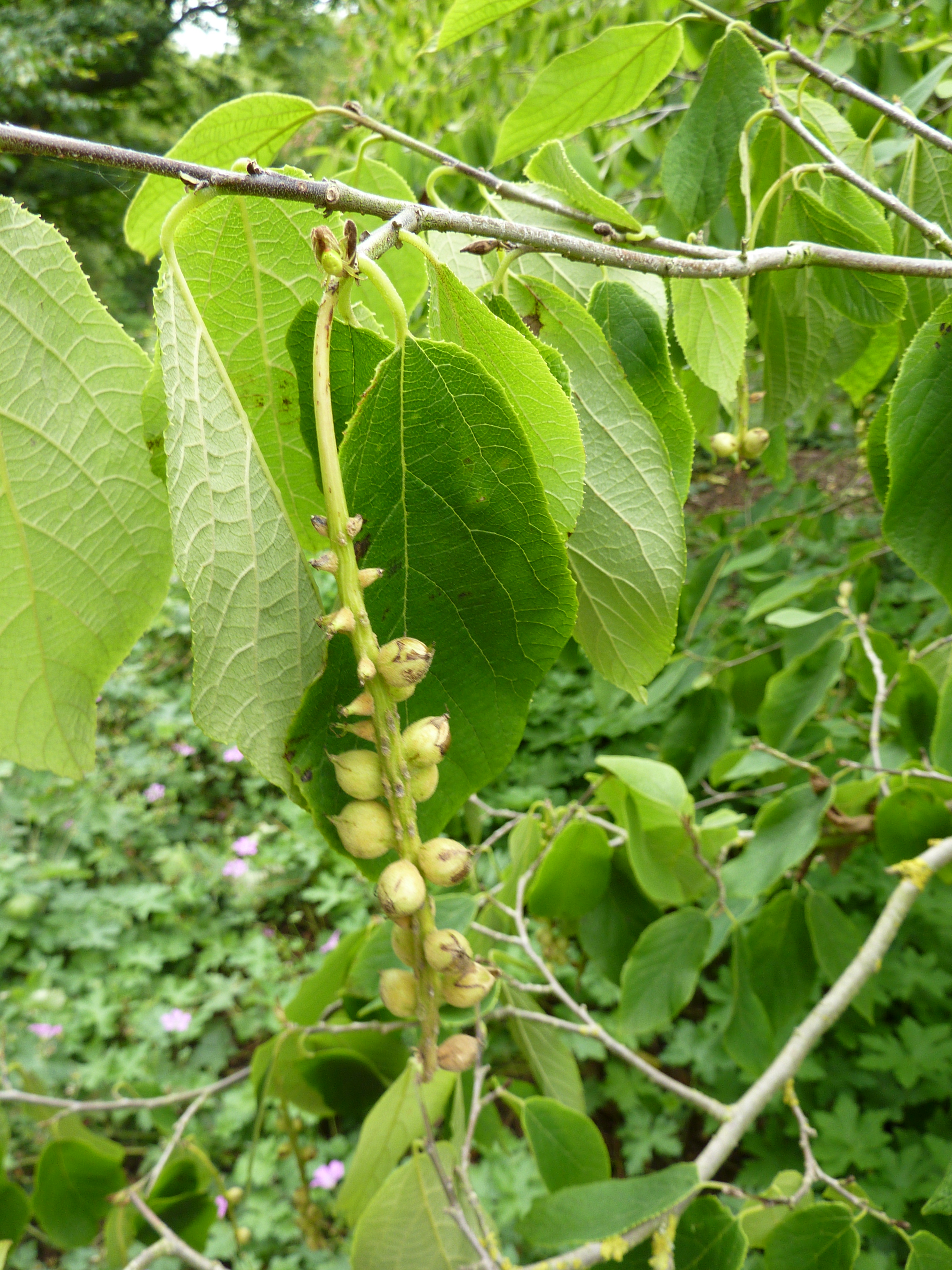
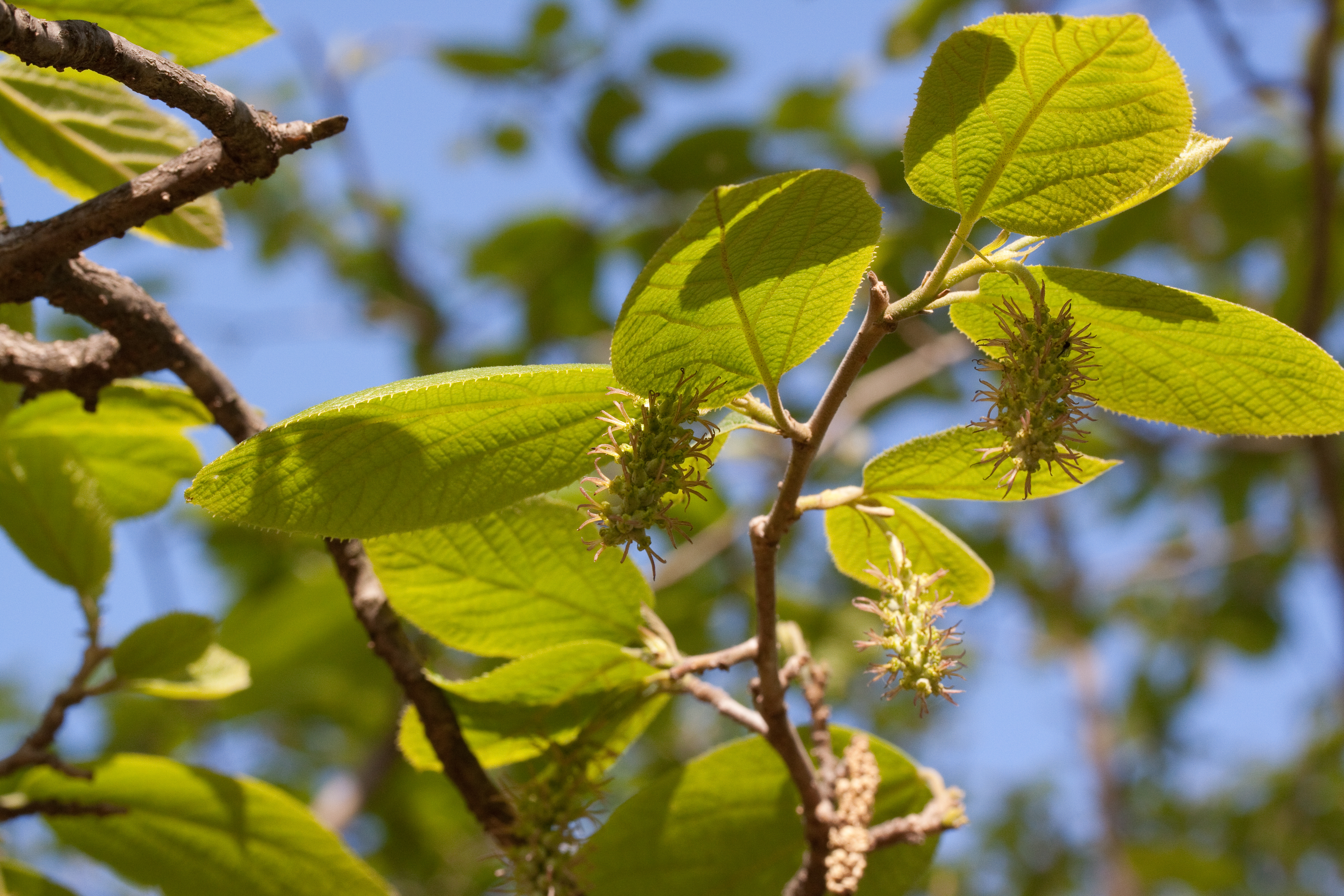
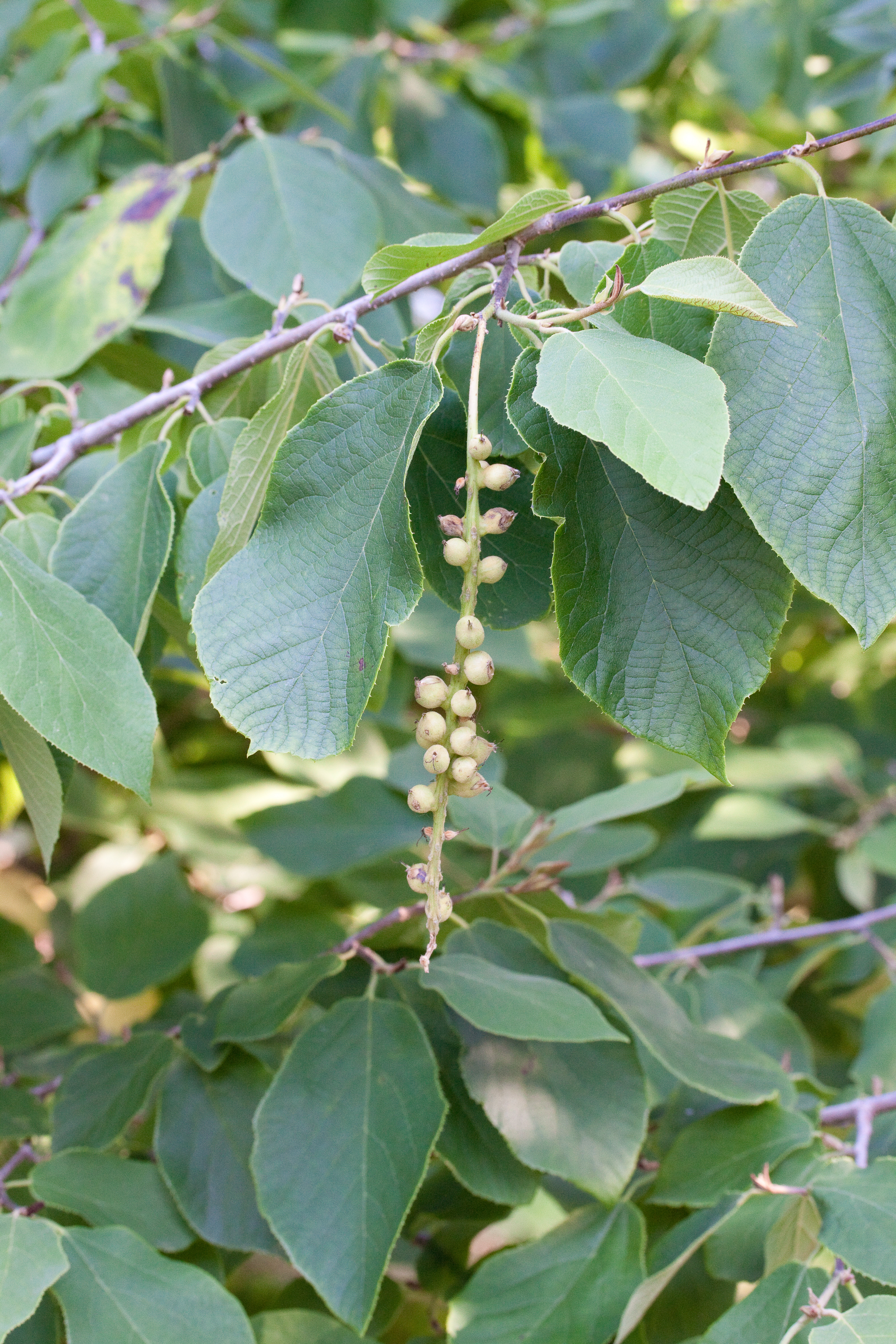